# پارول یادو
پارول یادو (به انگلیسی: Parul Yadav) (زاده ۵ ژوئن ۱۹۸۹) بازیگر هندی است.
از کارهای معروف او می‌توان به بازی در فیلم کشتن ویراپان اشاره کرد.